# Uloborus inaequalis
Uloborus inaequalis är en spindelart som beskrevs av Kulczynski 1908. Uloborus inaequalis ingår i släktet Uloborus och familjen krusnätsspindlar. Inga underarter finns listade i Catalogue of Life.